# Bradley Tandy
Bradley Edward Tandy –conocido como Brad Tandy– (Ladysmith, 2 de mayo de 1991) es un deportista sudafricano que compite en natación.
Ganó una medalla de bronce en el Campeonato Mundial de Natación en Piscina Corta de 2018, en la prueba de 50 m libre. Participó en dos Juegos Olímpicos de Verano, en los años 2016 y 2020, ocupando el sexto lugar en Río de Janeiro 2016, en la misma prueba.

## Palmarés internacional
| Campeonato Mundial en Piscina Corta | Campeonato Mundial en Piscina Corta | Campeonato Mundial en Piscina Corta | Campeonato Mundial en Piscina Corta |
| Año                                 | Lugar                               | Medalla                             | Prueba                              |
| ----------------------------------- | ----------------------------------- | ----------------------------------- | ----------------------------------- |
| 2018                                | Hangzhou (China)                    | Medalla de bronce                   | 50 m libre                          |